# Mali Brušnjak
Mali Brušnjak je nenaseljeni otočić u hrvatskom dijelu Jadranskog mora.
Otočić se nalazi između Velikog Brušnjaka i Mauna, od kojeg je udaljen oko 0,6 km. Njegova površina iznosi 0,041 km². Dužina obalne crte iznosi 0,81 km.